# Рейчел Джой Скотт
Рейчел Джой Скотт (нар. 5 серпня 1981, Денвер, Колорадо, США – пом. 20 квітня 1999, Колумбайн, Колорадо, США) – американська учениця, яка стала першою жертвою масового вбивства в школі Колумбайн, в якому були вбиті ще 11 учнів і вчитель, а також самі нападники Ерік Гарріс і Ділан Кліболд, які згодом наклали на себе руки.
Віра Скотт у християнство і обставини її смерті призвели до того, що групи євангельських християн вшановують її як християнську мученицю. Посмертно вона стала темою і співавтором кількох книг, а також натхненницею «Виклику Рейчел», міжнародної шкільної просвітницької програми і найпопулярнішої програми шкільних зборів у США.
Метою «Виклику Рейчел» є пропаганда цінностей Скотт на основі її життя, її щоденників та змісту двосторінкового есе, написаного за місяць до її вбивства, під назвою «Моя етика; мої життєві кодекси». Це есе відстоює її віру в те, що співчуття є найбільшою формою любові, яку може запропонувати людина.

## Раннє життя

### Дитинство
Рейчел Джой Скотт народилася 5 серпня 1981 року в Денвері, штат Колорадо. Вона була третьою з п'яти дітей, народжених Даррелом Скоттом і Бет (уродженою Німмо) Скотт. Вся сім'я – набожні християни. Її батько був пастором у церкві в Лейквуді, штат Колорадо, і працював менеджером з продажу в денверській харчовій компанії; її мати була домогосподаркою. Батьки Рейчел розлучилися в 1988 році, проте підтримували теплі стосунки і мали спільну опіку над дітьми. Наступного року Бет з дітьми переїхала до Літтлтона, штат Колорадо, де вона вийшла заміж у 1995 році.
У дитинстві Скотт була енергійною, товариською дівчинкою, яка проявляла турботу про благополуччя інших, особливо якщо вони були пригнічені або потребували допомоги. У ранньому віці вона захопилася фотографією та поезією. 
Рейчел відвідувала початкову школу Датч-Крік і середню школу Кена Керіла, перш ніж вступила до середньої школи Колумбайн у дев'ятому класі. У Колумбайні була уважною ученицею з успішністю вище середнього, виявляла хист до музики, акторської майстерності, драматичного мистецтва та дебатів. Була членом шкільного криміналістичного та драматичного гуртків. 

### Підлітковий вік і християнські Вірування
У березні 1993 року, коли Скотт було 11 років, вона відвідала церкву, яку відвідували її тітка і дядько в Шривпорті, штат Луїзіана, і вирішила присвятити себе християнству. До квітня 1998 року, коли вона навчалася в середній школі Колумбайн, п'ятеро її найближчих друзів віддалилися від неї через її зростаючу відданість своїй вірі. Крім того, через свою віру вона час від часу ставала об'єктом насмішок з боку кількох однолітків. Рейчел задокументувала це в листі до родичів за рік до своєї смерті. У листі були такі слова: «Тепер, коли я почала говорити, вони сміються з мене. Я навіть не знаю, що я зробила. Мені навіть не треба нічого говорити, і вони відвертаються від мене. У мене більше немає особистих друзів у школі. Але знаєте що, воно того варте».
Протягом усього підліткового віку Скотт її сім'я неодноразово спостерігала за тим, як вона молилася як вдома, так і в церкві. Її мати розповідала, що її дочка регулярно молилася на колінах, зі схиленою головою, з руками на обличчі, і що часто ці особливі молитовні ритуали викликали сльози на очах Рейчел. Одного разу це включало написання молитви за одного з майбутніх винуватців масового вбивства в школі Колумбайн.
До 17 років Скотт був відвідувачем трьох церков: Християнського товариства «Святкування», Християнського центру «Орчард Роуд» і Християнського центру «Трійця», де вона ставила танці на недільних богослужіннях. Вона також була активним членом церковних молодіжних груп. У Християнському центрі «Орчард Роуд» вона відвідувала молодіжну групу «Прорив», де виявляла палкий інтерес до євангелізації та учнівства. У своїх щоденниках Скотт писала, що її духовна свідомість значно розвинулася завдяки відвідуванню цієї молодіжної групи, і вона стала відомою як провідний захисник у ній.

## Особисте життя
У підлітковому віці Скотт боролася з проблемами самооцінки, і її сім'я описувала її як сліпу до власної краси. До 17 років Рейчел, хоча і була популярною серед однолітків, іноді чинила опір спробам відвідати певні соціальні заходи з друзями, побоюючись, що вона піддасться спокусі вживання алкоголю. У середині підліткового віку Скотт мала серйозні стосунки з хлопцем, але вирішила їх припинити, побоюючись, що вони можуть перерости у фізичну близькість.
За словами друзів, Скотт часто обирала одяг у стилі, що відображав її яскраву індивідуальність, і час від часу одягала ексцентричні капелюхи, фетрові шляпи або навіть піжами, щоб розвеселити своїх супутників. На додаток до своєї пристрасті до моди, музики та фотографії, вона була завзятим глядачем класичних фільмів, і часто говорила про своє бажання стати відомою голлівудською акторкою. 
Скотт була письменницею та акторкою-початківцем. У 1998 році вона виконала пантоміму під пісню «Watch the Lamb» на шкільному конкурсі талантів. Касету заклинило на половині пісні, і Ділан Кліболд, що займався звукозаписом у шкільному театральному гуртку, прийшов їй на допомогу і все полагодив, за що вона згодом подякувала йому. Пізніше сестра Рейчел виконає ту саму пантоміму на її похороні.
Щоб віддячити батькам за Acura Legend, яку вони їй подарували, Скотт незадовго до смерті працювала в магазині сендвічів Subway на West Coal Mine Avenue в Літтлтоні. На момент своєї смерті у віці 17 років Скотт жила за адресою 7282 Саут Венс Стріт у Літтлтоні і вирішувала, ким їй стати – акторкою чи християнським місіонером. Вона також планувала відвідати Ботсвану як учасниця християнської просвітницької програми з будівництва будинків влітку наступного року, перш ніж переїхати у власну квартиру наприкінці 1999 року

## Вбивство
Скотт обідала зі своїм другом Річардом Кастальдо, коли в неї з карабіну Hi-Point 995 чотири рази вистрілив Ерік Гарріс на газоні біля західного входу до школи. Спочатку вона отримала постріли в груди, ліву руку і ліву ногу з відстані 10–15 футів, а згодом смертельне поранення в ліву скроню. Кастальдо отримав вісім пострілів і був назавжди паралізований від отриманих поранень. Тіло Скотт було залишено на вулиці, де вона померла. Тіло було знайдене коронером лише наступного ранку.
Невдовзі після вбивства Рейчел Гарріс і Клеболд влаштували масове вбивство навколо і в школі, забравши ще 12 життів і поранивши ще 24 людини. Потім обидва злочинці наклали на себе руки в шкільній бібліотеці, місці, де вони вбили найбільше жертв. Скотт не була особисто знайомий ні з Гаррісом, ні з Кліболдом. Після вбивства машина Скотт була перетворена на імпровізований меморіал у сусідньому Клемент-парку після того, як учні перенесли її зі шкільної парковки. Навколо автомобіля також встановили огорожу з ланцюга, щоб люди могли прикріпити свої знаки скорботи, такі як квіти, розп'яття, плюшеві ведмедики і листи зі співчуттям. Зрештою, автомобіль був вкритий предметами, залишеними на ньому людьми.
16-річний брат Скотт, Крейг, також був у школі в день різанини. Він перебував у бібліотеці, де сталася більшість убивств, проте залишився неушкодженим, хоча двоє його близьких друзів також були вбиті. Пізніше Крейг висловив надзвичайний жаль з приводу свого останнього спілкування з сестрою: він грюкнув перед нею дверцятами машини, коли її підвозили до школи того ранку.

## Поховання
Скотт була похована в Меморіальному саду Чапел-Гілл в Сентенніалі 24 квітня 1999 року після двогодинної похоронної служби, проведеної в Християнському центрі Трійці. Її похорон був однією з перших служб після масового вбивства. На ньому були присутні понад 1 000 осіб, серед яких були друзі та співробітники середньої школи Колумбайн. Преподобний Портер розпочав службу, звернувшись до прихожан з питанням: «Що сталося з нами як з народом, що з нами повинно було статися таке?». Потім він звернувся до урочистого натовпу з промовою, яка включала в себе згадки про побожний характер Рейчел, її добру вдачу і любов до ближніх, перш ніж сказати: «Ти закінчила школу в Колумбайн. Ти рано пішла з цього життя в набагато краще, де немає горя, насильства і смерті». Її друзі з молодіжної групи християнської церкви «Орчард Роуд» також заспівали на службі пісню, написану на її честь, під назвою «Чому ти пішла?».
Серед тих, хто виголошував надгробні промови, був один юнак, що зазнавав принижить у школі Колумбайн, що заявив: «Все своє життя я молився, щоб хтось полюбив мене і дав мені відчути себе потрібним. Бог послав мені ангела», а потім втупився в труну Скотт і заплакав. Нік Баумгарт, який супроводжував Рейчел на шкільному випускному вечорі як її пара за три дні до її вбивства, також виступив, сказавши: «Справжній друг. Вірнішого друга ти не знайдеш. У тебе може бути найгірший день у твоєму житті, а їй потрібно було лише посміхнутися». Батьки Скотт вирішили не виступати на службі, але опублікували заяву, в якій описали свою доньку як «дівчину, чия любов до життя постійно відображалася в її любові і завзятті до музики, театру, фотографії і до своїх друзів».
Перед похованням скорботним, які знали Скотт протягом усього її життя, було запропоновано написати слова співчуття, скорботи і вдячності на її білій труні кольору слонової кістки. Її труна була прикрашена посланнями любові, вдячності і скорботи. Похоронна служба транслювалася CNN і MSNBC.

## Спадок

### Мученицька смерть

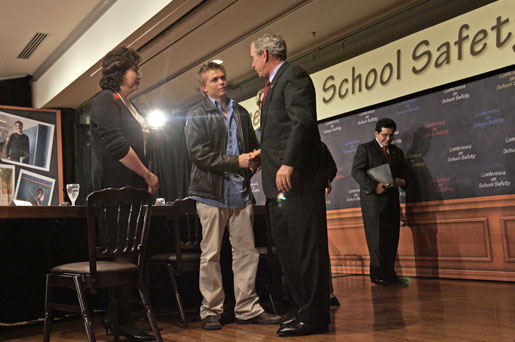
Брат Рейчел Крейг Скотт під час зустрічі з президентом Джорджем Бушем під час конференції 2006 року, присвяченій темі шкільної безпеки

Загибель Скотт і її однокурсниці Кессі Берналл, також християнки, під час масового вбивства в Колумбайні призвела до того, що групи євангельських християн стали зображати і згадувати їх як християнських мучеників. Це почалося під час її похорону 24 квітня 1999 року, який транслювався по телебаченню. На початку церемонії Баррі Палсер, пастор з організації «Асамблея Бога», виголосив промову, в якій сказав, що вона була «тією, хто віддав життя за Господа Ісуса Христа, сучасною мученицею». Пізніше на службі пастор Брюс Портер виголосив проповідь, в якій назвав Рейчел «воїном, що ніс факел, заплямований кров'ю мучеників з самого першого дня існування Церкви». Потім Портер попросив інших підхопити цей «факел» слідом за Скотт.
Наступного року про Скотт і Берналл було опубліковано численні книги – так звані «життєписи» соціолога Ральфа Ларкіна за сприяння або під авторством їхніх батьків. Портер також написав книгу про Скотт, часто згадуючи про жертовність. Було опубліковано багато публікацій і веб-сайтів в Інтернеті, присвячених Скотт. Деякі з цих сайтів прямо чи опосередковано посилаються на віру Скотт у християнство і припускають, що вона була вбита через це. Журналістка Ганна Росін сформулювала публічну пам'ять про її смерть як частину феномену, в якому підлітки-християни почали зациклюватися на християнській смерті. Мати Скотт та її брат Крейг об'їздили багато шкіл по всій території США через кілька років після стрілянини, щоб розповісти про життя Рейчел, стверджуючи, що вона, ймовірно, загинула через свої релігійні переконання. Християнські церкви використовували мученицький наратив про смерть Скотт і Берналл для просування себе і вербування нових членів.
Обставини смерті Рейчел і її зв'язок з її релігійними переконаннями оскаржуються в наративі мучеництва. Журналістка Венді Мюррей Зоба стверджувала, що під час різанини стрільці цілилися в євангельських християн. Як доказ цього вона стверджувала, що Скотт була застрелена у стилі страти, хоча в офіційному звіті, опублікованому поліцією, зазначалося, що Рейчел була застрелена з відстані 10–15 футів. Мати Скотт також стверджувала, що її дочка була в «списку мішеней». Розслідування, проведені в роки після стрілянини, особливо висновки Дейва Каллена в його книзі «Колумбайн», дійшли висновку, що Кліболд і Гарріс не обирали жертв за їхню релігію, етнічну приналежність чи стать. Скотт не знала цих двох хлопців особисто і була в іншому класі. 
Частою особливістю мученицької історії Рейчел є те, що перед тим, як вони вбили її, вона мала усну розмову з Кліболдом і Гаррісом про свої релігійні переконання. Голлівудський репортер повідомляє, що Річард Кастальдо, який був застрелений, коли сидів зі Скотт і вижив, «розповів газеті, що вбивці не тільки запитували Рейчел про її віру, але і його запитали, чи вірить він у Бога, і він чесно відповів, що не вірить, і його життя було збережено». Інші джерела повідомляють, що Кастальдо вижив, «прикинувшись мертвим». Відразу після стрілянини Кастальдо перебував у комі, а тому не давав свідчень поліції, і його розповідь не була включена до поліцейського звіту про подію. У своїй промові на похоронах Скотт Кастальдо сказав: «Люди вважають, що я сказав, що вона сказала, що вірить в Бога, але я цього не пам'ятаю», а Ларкін писав у 2007 році, що Кастальдо «не пам'ятає, щоб Кліболд або Гарріс щось говорили».

### Сльози Рейчел
Згадучючи життя своєї доньки і чуючи з перших вуст, який глибокий вплив на життя тих, хто її знав, справили прості добрі вчинки Скотт, а також згадуючи її неодноразово висловлюване бажання, щоб її життя впливало на інших на краще, Даррелл Скотт і Бет Німмо надихнулися на написання книги «Сльози Рейчел» – науково-популярної книги про їхню доньку, її віру, натхненні записи в щоденнику і вплив її втрати на їхнє життя. Книга була опублікована в першу річницю її смерті і стала частиною програми «Виклик Рейчел» (англ. Rachel's Challenge).
Пізніше Скотт і Німмо опублікували ще дві книги, натхненні їхньою донькою та її спадщиною: «Рейчел посміхається: Духовна спадщина мучениці Колумбайн Рейчел Скотт» та «Щоденники Рейчел Джой Скотт: Подорож віри в школі Колумбайн». Ці книги були опубліковані у 2001 та 2002 роках відповідно. Обидва батьки висловили надію, що ті, хто не знав їхньої доньки, знайдуть натхнення в описах принципів, якими жила їхня донька протягом свого життя.

## Цитовані твори
- Larkin, Ralph W. (2007). Comprehending Columbine. Temple University Press. ISBN 978-1-5921-3490-8. Архів оригіналу за 5 лютого 2022. Процитовано 26 квітня 2020.
- Pike, Sarah M. (September 2009). Dark Teens and Born-Again Martyrs: Captivity Narratives after Columbine. Journal of the American Academy of Religion. 77 (3): 647—679. JSTOR 20630144.
- Senie, Harriet F. (2016). The Conflation of Heroes and Victims: A New Memorial Paradigm. A Companion to Public Art (вид. online). John Wiley & Sons, Inc. с. 107—118. ISBN 9781118475331.
- Watson, J. (2003). The Martyrs of Columbine: Faith and the Politics of Tragedy. Springer. ISBN 9781403970008.